# Edmund Lindmark
Karl Edmund (Edmund) Lindmark (Umeå, 6 juli 1894 - Stockholm, 11 februari 1968) was een Zweedse turner en schoonspringer. 
Lindmark won met de Zweedse turnploeg de gouden medaille in de landenwedstrijd Zweeds systeem tijdens de Olympische Zomerspelen 1920.
Lindmark deed ook aan schoonspringen en eindigde als vierde tijdens de Olympische Zomerspelen 1924 van de 3 meter plank.

## Resultaten

### Schoonspringen op de Olympische Zomerspelen
| Jaar | Plaats    | Resultaten                   |
| ---- | --------- | ---------------------------- |
| 1924 | Parijs    | 4e van de 3m plank           |
| 1928 | Amsterdam | kwalificatie van de 3m plank |

### Turnen op de Olympische Zomerspelen
| Jaar | Plaats    | Resultaten                           |
| ---- | --------- | ------------------------------------ |
| 1920 | Antwerpen | in de landenwedstrijd Zweeds systeem |